# Родольф Пома
Родольф Пома (12 жовтня 1885 — 1954) — бельгійський академічний веслувальник.
Срібний призер Олімпійських Ігор 1900, 1908 років у складі вісімки.
Чемпіон Європи 1906, 1907, 1908 років у складі вісімки, срібний призер 1908, 1909 років у складі розпашної четвірки зі стерновим.